# Taťána Pučeková
Taťána Pučeková, bělorusky Татьяна Пучек (* 9. ledna 1979 Minsk, Bělorusko, tehdy Sovětský svaz) je současná běloruská profesionální tenistka. Hraje pravou rukou, bekhendem obouruč. Ve své dosavadní kariéře vyhrála 6 turnajů WTA ve čtyřhře.

## Finálové účasti na turnajích WTA (13)

### Dvouhra - prohry (1)
| Legenda                     |
| Kategorie Tier IV (1)       |
| Kategorie Premier (0)       |
| Kategorie International (0) |

| Č. | Datum           | Turnaj              | Povrch | Vítězka                    | Výsledek |
| 1. | 16. červen 2002 | Taškent, Uzbekistán | tvrdý  | Marie-Gayanay Mikaelianová | 6-4, 6-4 |

### Čtyřhra - výhry (6)
| Legenda                     |
| Kategorie Tier III (1)      |
| Kategorie Tier IV (3)       |
| Kategorie International (2) |

| Č. | Datum           | Turnaj              | Povrch | Partnerka            | Soupeřky ve finále                             | Výsledek          |
| 1. | 16. červen 2002 | Taškent, Uzbekistán | tvrdý  | Taťána Perebijnisová | Galina Fokinová Mia Buricová                   | 7-5, 6-2          |
| 2. | 12. říjen 2003  | Taškent, Uzbekistán | tvrdý  | Julia Bejgelzimerová | Sun Tchien-tchien Tching Liová                 | 6-3, 7-6(0)       |
| 3. | 8. říjen 2006   | Taškent, Uzbekistán | tvrdý  | Viktoria Azarenková  | Emmanuelle Gagliardiová Maria Elena Camerinová | bez boje          |
| 4. | 21. září 2008   | Guangzhou, Čína     | tvrdý  | Maria Korytcevová    | Sun Tchien-tchien Jen C’                       | 6-3, 4-6, 10-8    |
| 5. | 20. září 2009   | Guangzhou, Čína     | tvrdý  | Olga Govorcovová     | Kimiko Dateová Sun Tchien-tchien               | 3-6, 6-2, 10-8    |
| 6. | 26. září 2009   | Taškent, Uzbekistán | tvrdý  | Olga Govorcovová     | Vitalija Ďačenková Jekatěrina Dzegalevičová    | 6-2, 6-7(1), 10-8 |

### Čtyřhra - prohry (6)
| Legenda                |
| Kategorie Tier I (1)   |
| Kategorie Tier II (1)  |
| Kategorie Tier III (1) |
| Kategorie Tier IV (3)  |

| Č. | Datum             | Turnaj              | Povrch  | Partnerka              | Vítězky                                       | Výsledek       |
| 1. | 17. červen 2001   | Taškent, Uzbekistán | tvrdý   | Taťána Perebijnisová   | Patricia Wartuschová Petra Mandulová          | 6-1, 6-4       |
| 2. | 9. únor 2003      | Hyderabad, Indie    | tvrdý   | Jevgenija Kulikovská   | Iroda Tuliaganovová Jelena Lichovcevová       | 6-4, 6-4       |
| 3. | 22. červenec 2007 | Cincinnati, USA     | tvrdý   | Alina Židkovová        | Sania Mirzaová Bethanie Matteková             | 7-64, 7-5      |
| 4. | 7. říjen 2007     | Taškent, Uzbekistán | tvrdý   | Anastasija Rodionovová | Anastasia Jakimovová Jekatěrina Dzegalevičová | 2-6, 6-4, 10-7 |
| 5. | 14. říjen 2007    | Moskva, Rusko       | koberec | Viktoria Azarenková    | Liezel Huberová Cara Blacková                 | 4-6 6-1, 10-7  |
| 6. | 11. leden 2008    | Sydney, Austrálie   | tvrdý   | Taťána Perebijnisová   | Jen C’ Čeng Ťie                               | 6-4, 7-6(5)    |

## Fed Cup
Taťána Pučeková se zúčastnila 37 zápasů ve Fed Cupu za tým Běloruska s bilancí 7-8 ve dvouhře a 21-6 ve čtyřhře.

## Postavení na žebříčku WTA na konci sezóny

### Dvouhra
| Rok    | 1994 | 1995   | 1996   | 1997   | 1998   | 1999   | 2000  | 2001  | 2002  | 2003   | 2004   | 2005   | 2006   | 2007  | 2008   | 2009   |
| Pořadí | 780. | ▲ 720. | ▲ 358. | ▲ 231. | ▲ 211. | ▲ 135. | ▲ 87. | ▲ 86. | ▼ 99. | ▼ 121. | ▼ 232. | ▲ 168. | ▲ 116. | ▲ 92. | ▼ 180. | ▼ 259. |

### Čtyřhra
| Rok    | 2001 | 2002  | 2003  | 2004   | 2005   | 2006  | 2007  | 2008  | 2009  |
| Pořadí | 83.  | ▲ 76. | ▲ 64. | ▼ 104. | ▼ 112. | ▲ 99. | ▲ 39. | ▲ 37. | ▼ 53. |